# 雷德科羅爾 (加利福尼亞州)
雷德科羅爾（英語：Red Corral）是位於美國加利福尼亞州阿馬多爾縣的一個人口普查指定地區。

## 地理
雷德科羅爾的座標為38°24′42″N 120°36′20″W / 38.41167°N 120.60556°W，而該地最高點為海拔高度830米（即2710英尺）。

## 人口
根據2010年美國人口普查的數據，雷德科羅爾的面積為15.131平方千米，當中陸地面積為15.131平方千米，而水域面積為0.000平方千米。當地共有人口1413人，而人口密度為每平方千米93人。